# Histiotus laephotis
Histiotus laephotis é uma espécie de morcego da família Vespertilionidae. Pode ser encontrada na Argentina, Bolívia e Peru.